# Władysław Siwek
Władysław Siwek (1 de abril de 1907 - 27 de marzo de 1983) fue un artista polaco conocido por sus dibujos del campo de concentración de Auschwitz donde estuvo internado durante la ocupación nazi de Polonia. Después de la guerra, fue director del Museo Estatal de Auschwitz-Birkenau, y posteriormente ilustró libros sobre plantas y animales.

## Biografía
Siwek estudió en la escuela pública de Niepołomice y el gymnasium (liceo) de Cracovia. Entre 1929 y 1939 Siwek trabajó en la Dirección Distrital de Ferrocarriles del Estado en Cracovia mientras estudiaba en la Academia de Bellas Artes.
El 14 de enero de 1940 fue detenido en Niepołomice y trasladado a la prisión de Montelupich. Para el 8 de octubre, fue enviado al campo de concentración de Auschwitz, con el número de prisionero 5826. Pintó señales en el campamento y, después de hacer un retrato de un oficial de las SS, se corrió la voz y otros oficiales le encargaron más retratos y paisajes. También retrató en privado a más de 2000 de sus compañeros de prisión. En octubre de 1944 Siwek fue trasladado a Sachsenhausen, donde estaban confinadas la élites polacas. Aquí también hizo más trabajo artístico después de su jornada de trabajo en una fábrica de aviones. A medida que progresaban los Aliados, 30 000 prisioneros, entre ellos Siwek, fueron enviados a campos cada vez más alejados. Siwek fue liberado por tropas estadounidenses en la localidad alemana de Schwerin.
Tras la guerra, Siwek pintó cuadros sobre la vida en los campos de concentración, varios de los cuales están expuestos en el edificio n.º 6 del museo de Auschwitz. Trabajó en el museo de Auschwitz (Oświęcim) entre 1948-1953, primero como jefe del departamento de educación (1949-1952) y luego como director (1952-1953). Posteriormente trabajó de ilustrador para la editorial Nasza Księgarnia («Nuestra Librería»), donde ilustró numerosos libros con dibujos de animales y plantas, entre ellos las obras de Włodzimierz Puchalski (En la tierra de los cisnes, 1956; La isla de los cormoranes, 1957) y Władysław Szafer (Plantas protegidas en Polonia, 1958). También ilustró Aves de Polonia (1965), Reptiles (1969), Aves de Europa (1982) y la Gran Enciclopedia.